# Antoine Salvanh

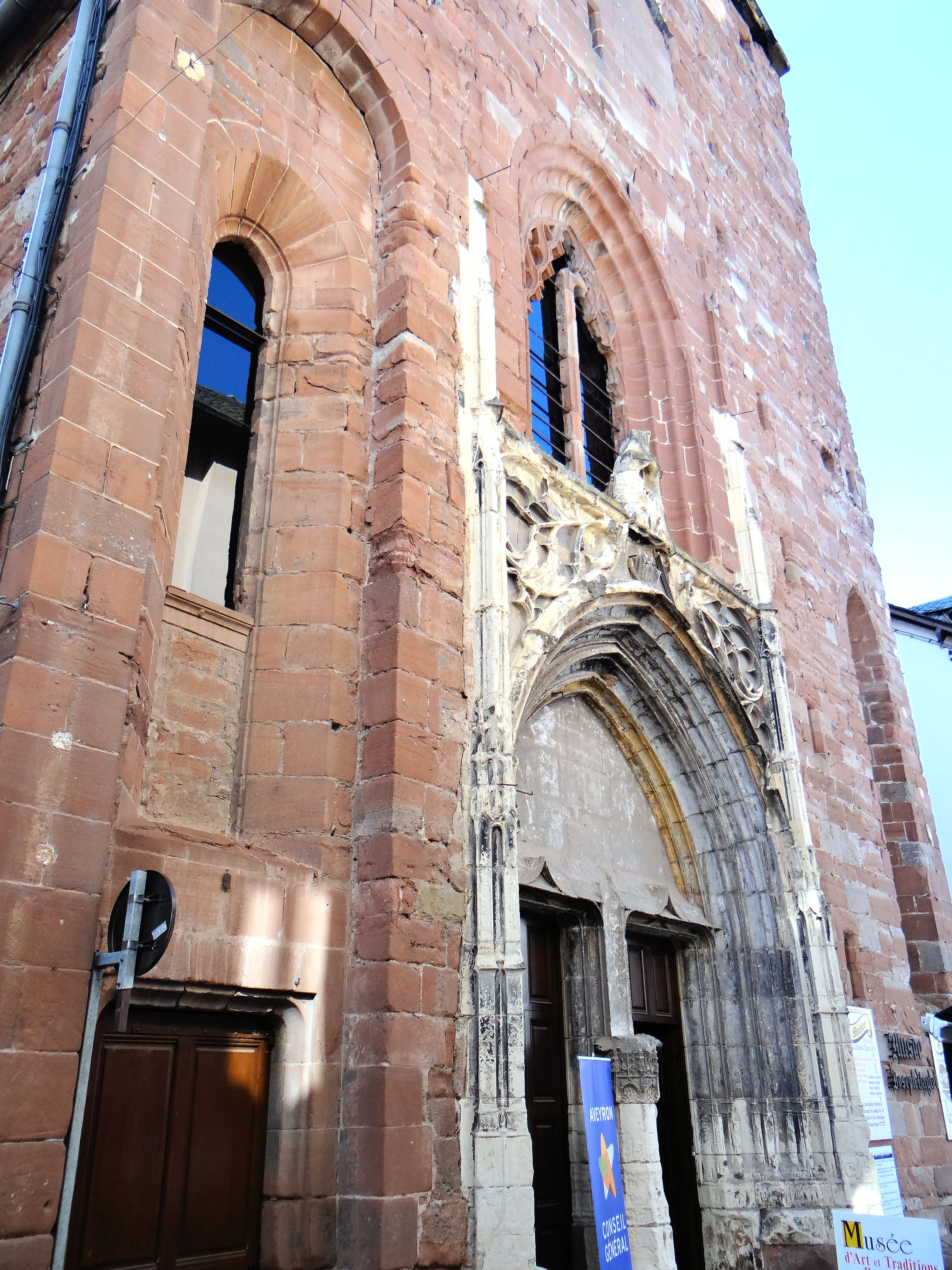
Fassade von St. Jean-Baptiste in Espalion

Antoine Salvanh (auch: Salvahn, Salvainh, Salvant und Salvart) (* um 1478 in Vabrette, Ayssènes; † 1552) war ein französischer Steinmetz.

## Leben und Wirken
Salvanh stammte aus dem kleinen Weiler Vernet in der späteren Gemeinde Ayssènes im Département Aveyron.
Salvanh war in den Jahren 1513 bis 1551 Werkmeister der Kathedrale von Rodez. Er gab an, dass er zu der Zeit, da er seine Arbeit an der Kathedrale begann, ungefähr 35 Jahre alt gewesen sei und in Ruthene (Rodez) gelebt habe.

“Magister Anthonius Salvanh lapicida et magister operarum fabrice ecclesie Ruthene; habitator pro nunc Ruthene; etatis, prout dixit, triqinta quinque annorum seu circa;”

„Meister Anthonius Salvanh Steinmetz und Oberbeumeister der Kirche von Ruthene; derzeit wohnhaft in Ruthene; ist, wie er sagt, 35 Jahre so ungefähr;“

1514 erhielt er als Architekt der Kathedrale und des Glockenturms von Rodez ein Jahresgehalt von 120 Livre, das ihm zusätzlich zu seinen Unkosten und für den Unterhalt eines Pferdes gewährt wurde. Er hatte die Oberaufsicht über durchschnittlich 100 bis 120 Arbeiter, Bildhauer und Steinmetze. Sie erhielten einen festen Monatslohn sowie freie Kost und Logis durch den Bischof. Die Gesamtausgaben beliefen sich auf jährlich rund fünftausend Livre. Daneben baute er zusammen mit Guillaume Desmazes ab dem Jahre 1508 das Portal und die Rosette von St. Jean-Baptiste in Espalion. In den Jahren 1521 bis 1524 baute er das Portal von Saint-Côme bei Espalion.
In Espalion heiratete er im Januar 1516 Flore (geborene de Beaulieu), die Tochter des Guy de Beaulieu. Später kam es zu einem Streit mit seinem Schwager Thomas de Beaulieu um die Mitgift seiner Ehefrau Flore. Schließlich einigten sie sich darauf, dass die Mitgift auf 160 Livre festgesetzt wurde. Sein Sohn war der Steinmetz Jean Salvanh, der ab 1552 seine Arbeiten an der Kathedrale fortführte.